# Todd Strasser
Todd Strasser (New York, 5 maggio 1950) è uno scrittore statunitense, noto come autore di letteratura per ragazzi. Tra le sue opere spicca L'onda, basato sull'esperimento La Terza Onda.